# Bârsău
Bârsău es una comuna ubicada en el distrito de Satu Mare, Rumania.

## Superficie
Posee una superficie de 52,16 kilómetros cuadrados.

## Demografía
Hasta 2021 la población era de 2199 habitantes, con una densidad de población de 42,16 habitantes por kilómetro cuadrado.